# Cantonul Saint-Étienne-Sud-Ouest-2
Cantonul Saint-Étienne-Sud-Ouest-2 este un canton din arondismentul Saint-Étienne, departamentul Loire, regiunea Rhône-Alpes, Franța.